# All-star týmy na mistrovství světa juniorů v ledním hokeji
All-star tým na mistrovství světa juniorů v ledním hokeji je ideální šestice hráčů, vyhlašovaná od roku 1977 po skončení turnaje a vybraná akreditovanými novináři.

## All-star týmy
| Rok                         | Brankář                           | Obránce                                                     | Útočník                                                                             |
| --------------------------- | --------------------------------- | ----------------------------------------------------------- | ----------------------------------------------------------------------------------- |
| MSJ 1977                    | Alexandr Tyžnych Sovětský svaz    | Lubomír Oslizlo Československo Risto Siltanen Finsko        | Igor Romašin Sovětský svaz Dale McCourt Kanada Bengt-Ake Gustafsson Švédsko         |
| MSJ 1978                    | Alexandr Tyžnych Sovětský svaz    | Vjačeslav Fetisov Sovětský svaz Risto Siltanen Finsko       | Mats Näslund Švédsko Wayne Gretzky Kanada Anton Šťastný Československo              |
| MSJ 1979                    | Pelle Lindbergh Švédsko           | Ivan Černý Československo Alexej Kasatonov Sovětský svaz    | Anatolij Tarasov Sovětský svaz Thomas Steen Švédsko Vladimir Krutov Sovětský svaz   |
| MSJ 1980                    | Jari Paavola Finsko               | Tomas Jonsson Švédsko Reio Ruotsalainen Finsko              | Håkan Loob Švédsko Igor Larionov Sovětský svaz Vladimir Krutov Sovětský svaz        |
| MSJ 1981                    | Lars Eriksson Švédsko             | Hakan Nordin Švédsko Miloslav Hořava Československo         | Jan Erixon Švédsko Patrik Sundström Švédsko Ari Lähteenmäki Finsko                  |
| MSJ 1982                    | Mike Moffat Kanada                | Gord Kluzak Kanada Ilja Bjakin Sovětský svaz                | Mike Moller Kanada Vladimír Růžička Československo Petri Skriko Finsko              |
| MSJ 1983                    | Matti Rautiainen Finsko           | Ilja Bjakin Sovětský svaz Simo Saarinen Finsko              | Tomas Sandström Švédsko Vladimír Růžička Československo Hermin Volgin Sovětský svaz |
| MSJ 1984                    | Jevgenij Bělošejkin Sovětský svaz | František Musil Československo Alexej Gusarov Sovětský svaz | Petr Rosol Československo Raimo Helminen Finsko Nikolaj Borščevskij Sovětský svaz   |
| MSJ 1985                    | Timo Lehkonen Finsko              | Bobby Dollas Kanada Michail Tatarinov Sovětský svaz         | Mikko Mäkelä Finsko Michal Pivoňka Československo Esa Tikkanen Finsko               |
| MSJ 1986                    | Jevgenij Bělošejkin Sovětský svaz | Michail Tatarinov Sovětský svaz Sylvain Côté Kanada         | Igor Vjazmikin Sovětský svaz Michal Pivoňka Československo Shayne Corson Kanada     |
| MSJ 1987                    | Sam Lindstahl Švédsko             | Jiří Látal Československo Brian Leetch USA                  | Scott Young USA Ulf Dahlén Švédsko Juraj Jurík Československo                       |
| MSJ 1988                    | Jimmy Waite Kanada                | Teppo Numminen Finsko Greg Hawgood Kanada                   | Alexandr Mogilnyj Sovětský svaz Petr Hrbek Československo Theoren Fleury Kanada     |
| MSJ 1989                    | Alexej Ivaškin Sovětský svaz      | Rickard Persson Švédsko Milan Tichý Československo          | Pavel Bure Sovětský svaz Jeremy Roenick USA Niklas Eriksson Švédsko                 |
| MSJ 1990                    | Stéphane Fiset Kanada             | Alexander Godyňuk Sovětský svaz Jiří Šlégr (ČSFR)           | Jaromír Jágr (ČSFR) Robert Reichel (ČSFR) David Chyzowski Kanada                    |
| MSJ 1991                    | Pauli Jaks Švýcarsko              | Dmitrij Juškevič Sovětský svaz Scott Lachance USA           | Mike Craig Kanada Eric Lindros Kanada Martin Ručinský (ČSFR)                        |
| MSJ 1992                    | Mike Dunham USA                   | Scott Niedermayer Kanada Janne Grönvall Finsko              | Peter Ferraro USA Alexej Kovaljov (SNS) Michael Nylander Švédsko                    |
| MSJ 1993                    | Manny Legacé Kanada               | Brent Tully Kanada Kenny Jönsson Švédsko                    | Markus Näslund Švédsko Peter Forsberg Švédsko Paul Kariya Kanada                    |
| MSJ 1994                    | Jevgenij Rjabčikov Rusko          | Kenny Jönsson Švédsko Kimmo Timonen Finsko                  | Niklas Sundström Švédsko David Výborný Česko Valerij Bure Rusko                     |
| MSJ 1995                    | Igor Karpenko Ukrajina            | Bryan McCabe Kanada Anders Eriksson Švédsko                 | Jason Allison Kanada Marty Murray Kanada Éric Daze Kanada                           |
| MSJ 1996                    | José Théodore Kanada              | Nolan Baumgartner Kanada Mattias Öhlund Švédsko             | Johan Davidsson Švédsko Jarome Iginla Kanada Alexej Morozov Rusko                   |
| MSJ 1997                    | Brian Boucher USA                 | Mark Streit Švýcarsko Chris Phillips Kanada                 | Mike York USA Christian Dube Kanada Sergej Samsonov Rusko                           |
| MSJ 1998                    | David Aebischer Švýcarsko         | Andrej Markov Rusko Pierre Hedin Švédsko                    | Maxim Balmočnych Rusko Olli Jokinen Finsko Eero Somervuori ( Finsko)                |
| MSJ 1999                    | Roberto Luongo Kanada             | Vitalij Višněvskij Rusko Brian Campbell Kanada              | Daniel Tkaczuk Kanada Brian Gionta USA Maxim Balmočnych Rusko                       |
| MSJ 2000                    | Rick DiPietro USA                 | Mathieu Biron Kanada Alexander Rjazancev Rusko              | Alexej Těreščenko Rusko Milan Kraft Česko Jevgenij Muratov Rusko                    |
| MSJ 2001                    | Ari Ahonen Finsko                 | Rostislav Klesla Česko Jukka Mäntylä Finsko                 | Jani Rita Finsko Jason Spezza Kanada Pavel Brendl Česko                             |
| MSJ 2002                    | Pascal Leclaire Kanada            | Jay Bouwmeester Kanada Igor Kňjazev Rusko                   | Mike Cammalleri Kanada Marek Svatoš Slovensko Alexander Čistov Rusko                |
| MSJ 2003                    | Marc-André Fleury Kanada          | Joni Pitkänen Finsko Carlo Colaiacovo Kanada                | Igor Grigorenko Rusko Scottie Upshall Kanada Jurij Trubačov Rusko                   |
| MSJ 2004                    | Al Montoya USA                    | Sami Lepistö Finsko Dion Phaneuf Kanada                     | Zach Parise USA Jeff Carter Kanada Valtteri Filppula Finsko                         |
| MSJ 2005                    | Marek Schwarz Česko               | Dion Phaneuf Kanada Ryan Suter USA                          | Alexandr Ovečkin Rusko Jeff Carter Kanada Patrice Bergeron Kanada                   |
| MSJ 2006                    | Tuukka Rask Finsko                | Eric Bourdon Kanada Jack Johnson USA                        | Steve Downie Kanada Jevgenij Malkin Rusko Lauri Tukonen Finsko                      |
| MSJ 2007                    | Carey Price Kanada                | Erik Johnson USA Kris Letang Kanada                         | Alexej Čerepanov Rusko Jonathan Toews Kanada Patrick Kane USA                       |
| MSJ 2008                    | Steve Mason Kanada                | Drew Doughty Kanada Victor Hedman Švédsko                   | Viktor Tichonov Rusko James van Riemsdyk USA Patrik Berglund Švédsko                |
| MSJ 2009                    | Jaroslav Janus Slovensko          | P. K. Subban Kanada Erik Karlsson Švédsko                   | John Tavares Kanada Cody Hodgson Kanada Nikita Filatov Rusko                        |
| MSJ 2010                    | Benjamin Conz Švýcarsko           | Alex Pietrangelo Kanada John Carlson USA                    | Jordan Eberle Kanada Derek Stepan USA Nino Niederreiter Švýcarsko                   |
| MSJ 2011                    | Jack Campbell USA                 | Ryan Ellis Kanada Dmitrij Orlov Rusko                       | Brayden Schenn Kanada Ryan Johansen Kanada Jevgenij Kuzněcov Rusko                  |
| MSJ 2012                    | Petr Mrázek Česko                 | Brandon Gormley Kanada Oscar Klefbom Švédsko                | Jevgenij Kuzněcov Rusko Max Friberg Švédsko Mikael Granlund Finsko                  |
| MSJ 2013                    | John Gibson USA                   | Jacob Trouba USA Jake McCabe USA                            | Ryan Nugent-Hopkins Kanada Filip Forsberg Švédsko John Gaudreau USA                 |
| MSJ 2014                    | Juuse Saros Finsko                | Nikita Zadorov Rusko Rasmus Ristolainen Finsko              | Anthony Mantha Kanada Teuvo Teräväinen Finsko Filip Forsberg Švédsko                |
| MSJ 2015                    | Denis Godla Slovensko             | Gustav Forsling Švédsko Josh Morrissey                      | Sam Reinhart Kanada Max Domi Kanada Connor McDavid Kanada                           |
| MSJ 2016                    | Linus Söderström Švédsko          | Olli Juolevi Finsko Zach Werenski USA                       | Patrik Laine Finsko Auston Matthews USA Jesse Puljujärvi Finsko                     |
| MSJ 2017                    | Ilja Samsonov Rusko               | Thomas Chabot Kanada Charlie McAvoy USA                     | Kirill Kaprizov Rusko Alexander Nylander Švédsko Clayton Keller USA                 |
| MSJ 2018                    | Filip Gustavsson Švédsko          | Rasmus Dahlin Švédsko Cale Makar Kanada                     | Kieffer Bellows USA Casey Mittelstadt USA Filip Zadina Česko                        |
| MSJ 2019                    | Ukko-Pekka Luukkonen Finsko       | Alexandr Romanov Rusko Erik Brännström Rusko                | Grigorij Denisenko Rusko Philipp Kurashev Švýcarsko Ryan Poehling USA               |
| MSJ 2020                    | Joel Hofer Kanada                 | Alexandr Romanov Rusko Rasmus Sandin Švédsko                | Barrett Hayton Kanada Alexis Lafrenière Kanada Samuel Fagemo Švédsko                |
| MSJ 2021                    | Devon Levi Kanada                 | Bowen Byram Kanada Ville Heinola Finsko                     | Trevor Zegras USA Dylan Cozens Kanada Tim Stützle Německo                           |
| MSJ 2022                    | Jesper Wallstedt Švédsko          | Olen Zellweger Kanada Emil Andrae Švédsko                   | Mason McTavish Kanada Joakim Kemell Finsko Jan Myšák Česko                          |
| MSJ 2023                    | Tomáš Suchánek Česko              | David Jiříček Česko Ludvig Jansson Švédsko                  | Logan Cooley USA Jiří Kulich Česko Connor Bedard Kanada                             |
| MSJ 2024                    | Hugo Hävelid Švédsko              | Lane Hutson USA Theo Lindstein Švédsko                      | Cutter Gauthier USA Jiří Kulich Česko Jonathan Lekkerimäki Švédsko                  |
| MSJ 2025                    | Petteri Rimpinen Finsko           | Cole Hutson USA Axel Sandin-Pellikka Švédsko                | Ryan Leonard USA Jakub Štancl Česko Gabe Perreault USA                              |
| Zdroj na eliteprospects.com |                                   |                                                             |                                                                                     |